# 6e division des Marines

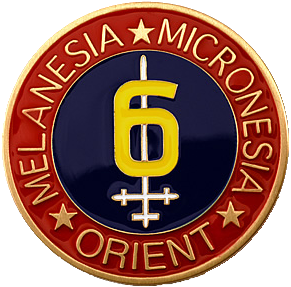
6e division des Marines.

La 6e Division des Marines était une division d'infanterie du Corps des Marines des États-Unis.
Elle fut activée le 7 septembre 1944 à Guadalcanal pendant la Seconde Guerre mondiale à partir de trois régiments ayant déjà pris part aux combats dans le Pacifique. Bien que ce soit à cette époque une nouvelle division, plus de la moitié de son effectif était ainsi composée de vétérans.
La division ne participa qu'à la Bataille d'Okinawa et fut désactivée en Chine le 1er avril 1946, faisant d'elle la seule division de USMC à n'avoir jamais mis le pied sur le territoire américain.